# Леви-Стросс, Клод
Клод Леви́-Стросс (Леви-Строс, фр. Claude Lévi-Strauss [klod levi stʁos]; 28 ноября 1908 года, Брюссель — 30 октября 2009 года, Париж) — французский этнолог, социолог, этнограф, философ и культуролог, создатель собственного научного направления в этнологии — структурной антропологии и теории инцеста (одной из концепций происхождения культуры), исследователь систем родства, мифологии и фольклора. Леви-Стросс произвёл революцию в антропологии, поместив в её основание культуру и сделав её независимой от естественных наук. Получил исключительное общественное признание во Франции.

## Биография
Родился в бельгийской столице в еврейской семье. Его отец, Реймон Леви-Стросс (Raymond Lévi-Strauss), был художником-портретистом, как и оба его брата; дед по материнской линии, Эмиль Леви (Emile Lévy) — главным раввином Версаля. В 1909 году семья вернулась в Париж, а после призыва отца во французскую армию в 1914 году мать Клода, Эмма Леви (Emma Lévy), вернулась к родителям, и будущий антрополог вырос в доме деда в Версале. В своих мемуарах Клод Леви-Стросс вспоминает, что атмосфера в доме была богемной, ему с детства прививалась любовь к музыке на примере его прадеда — композитора Исаака Стросса (Штраусса; фр. Isaac Strauss, 1806—1888), родом из Эльзаса.
Посещал лицей Жансон-де-Сайи в Париже, затем изучал право и философию в Сорбонне. Посещал также семинары этнографа и социолога Марселя Мосса. Одновременно был левым политическим активистом, членом Французской секции Рабочего Интернационала; в 1932 году в возрасте 24 лет социалисты даже выдвигали его кандидатом на местных выборах. В то время находился под влиянием марксизма; утверждал, что редко берётся «решать социологическую или этнографическую проблему, не освежив мыслей несколькими страницами „18 брюмера Луи Бонапарта“ или „К критике политической экономии“». После окончания университета и службы в армии стал лицейским преподавателем. Однако, следуя совету Поля Низана, молодой агреже философии избирает иной путь реализации своих способностей — через познание жизни, как антрополог в поле, по его словам, «постоянного физического и психического истощения» — в 1935 году вместе с женой Диной Дрейфус (Dina Dreyfus) Клод Леви-Стросс направляется в Бразилию, где вскоре становится профессором университета в Сан-Паулу.
После первого учебного года супруги совершили экспедицию к индейцам племён кадиувеу и бороро. Этнографическая коллекция, собранная там, была показана на выставке в Париже. Интерес, вызванный этой выставкой, помог Леви-Строссу получить финансовую поддержку для продолжения экспедиций. Он вернётся в Бразилию, где организует экспедицию к индейцам намбиквара и тупи-кавахиб, длившуюся более года. О своих бразильских путешествиях учёный рассказал в книге «Печальные тропики» (Tristes Tropiques, 1955). Именно эта книга принесёт ему первую известность.
После вторжения во Францию немецких войск оставаться в Париже Леви-Строссу из-за его еврейского происхождения было нельзя. Некоторое время он работал преподавателем в лицее Перпиньяна, а затем профессором философии в Политехнической школе Монпелье, но был уволен после вступления в силу «расовых законов».
Благодаря программе Рокфеллера по спасению европейских учёных Леви-Стросс был приглашён в США (1940). В Нью-Йорке читал лекции по социологии и этнологии в вечернем университете для взрослых. Тесно общался с Романом Якобсоном, благодаря влиянию которого сформулировал структуралистский подход к культурной антропологии. Благодаря общению с видными американскими этнологами, особенно с «отцом американской антропологии» Францем Боасом, Клод Леви-Стросс познакомился и с достижениями этнографии США. В 1942 году Ф. Боас умер в Колумбийском университете на руках Леви-Стросса.
В начале 1945 года вернулся во Францию, но вскоре вновь отправился в США в качестве советника по культуре во французском консульстве в Нью-Йорке. Пробыл на этой должности до 1947 года. Вернувшись на следующий год в Париж, получил докторскую степень в Сорбонне за работы «Семейная и социальная жизнь индейцев намбиквара» и «Элементарные структуры родства» (здесь интересно сотрудничество Леви-Стросса и выдающегося математика А. Вейля, который написал математическое приложение к этой книге).
В конце 1940-х и в начале 1950-х Леви-Стросс ведёт активную научную и преподавательскую деятельность во Франции. Он руководит одним из направлений в Национальном центре научных исследований (CNRS), одновременно с этим читает лекции и занимает должность заместителя директора по этнологии в Музее человека. Наконец, Леви-Стросс возглавляет пятую секцию Практической школы высших исследований, ранее руководимую Марселем Моссом. Во время его руководства секция была переименована из «Исследования религий примитивных народов» в «Сравнительное религиоведение бесписьменных народов».
В 1952 году по заказу ЮНЕСКО К. Леви-Стросс пишет работу «Раса и история», посвящённую многообразию культур и межкультурным отношениям.
В начале 1960 года Леви-Стросс стал руководить кафедрой социальной антропологии в Коллеж де Франс. На базе Коллеж де Франс он создал Лабораторию социальной антропологии, чтобы дать молодым учёным возможность исследовательской работы. В Лаборатории готовились диссертации, организовывались экспедиции в самые разные районы мира. Там стали работать не только французы, но и учёные из других стран. В 1961 году Леви-Стросс вместе с лингвистом Эмилем Бенвенистом и географом Пьером Гуру основал академический антропологический журнал «Человек» (l’Homme) по аналогии с англоязычными журналами «Man» и «American Anthropologist». Он руководил Лабораторией вплоть до своего выхода на пенсию в 1984 году.
В 2008 году Леви-Строссу исполнилось 100 лет. Он стал первым членом Французской академии, достигшим этого возраста, и его юбилей академия широко отметила. При этом Леви-Стросс находился в здравом уме и трезвой памяти. В этом же году Библиотека Плеяды приступила к публикации его работ (обычно этого при жизни автора не делается).
Ученый скончался 30 октября 2009 года в своем доме в Париже от сердечного приступа. О смерти Леви-Стросса было объявлено 3 ноября, и в тот же день он был похоронен в деревне Линьероль (департамент Кот-д’Ор, Бургундия).

## Теории
В 1949 году К. Леви-Стросс выпустил знаковую книгу «Элементарные структуры родства» по материалу своей диссертации. В ней он описал свои наблюдения за особенностями брачных обычаев в бразильских племенах. Изучая их, он ввёл понятие симметричных и асимметричных браков, а также выработал для описания жизни внутри племён универсальные структуры, которые помогли ему в дальнейшем систематизировать межкультурные различия. 
Впоследствии он развил свои идеи в дальнейших книгах. Особенно достойна внимания написанная им книга «Раса и история», в которой он размышляет о многообразии культур и о их значении в достижениях современного мира. В этой книге, написанной с целью развенчать идеи расизма, включая расовую теорию Ж. А. де Гобино, Леви-Стросс приводит некоторые похожие или общие черты, свойственные различным расам и объединявшие их на протяжении долгого времени, что говорит об общих закономерностях развития рас и всего человеческого общества .
Леви-Стросс был приверженцем структурной лингвистики Фердинанда де Соссюра и стремился применить тот же метод к антропологии, полагая, что в основе всех человеческих культурных практик лежат общие повторяющиеся структуры и понять отдельные детали возможно только через описание их места в общей системе. В то время фундаментальным объектом анализа была семья, как замкнутая единица, состоящая из мужа, жены и их детей. Племянники, кузены, тети, дяди, бабки и деды рассматривались как вторичные субъекты. Леви-Стросс возражал против такой точки зрения, утверждая, что, подобно лингвистической значимости, семьи обретают определённую идентичность только через отношения с другими. Таким образом, он перевернул классический взгляд на антропологию, поместив на первое место вторичных членов семей и настаивая, что исследовать надлежит не семьи, а отношения между семьями.
Обнаружил у первобытных племён поведение, подобное феномену Пиаже. Наряду с Р. О. Якобсоном является автором идеи возникновения языка как комбинации жестов и выкриков, которые превратились в фонемы.
К. Леви-Стросс сыграл существенную роль в изучении тотемизма и первобытного мышления. В своих трудах «Тотемизм сегодня» (Le Totemisme aujourdhui,1962) и «Неприрученная мысль» (La Pensée sauvage,1962) он рассматривает тотемизм как важный элемент социального устройства первобытных обществ:
За многообразием явлений, составляющих тотемический комплекс (отождествление членами социальной группы себя с животным или растительным видом, соответствующие этой мыслительной связи верования, обряды, пищевые запреты), Леви-Стросс увидел специфические коды, посредством которых происходит «обмен сходствами и различиями между природой и культурой» и различение социальных групп между собой. Тотемические коды суть логические формы, пригодные для выявления сходства-различия. Две другие из основных операций современного мышления, а именно обобщение — конкретизация и расчленение — соединение, также осуществляются, поскольку использование природного вида (тотема) в качестве оператора делает возможным переходы: индивид — социальная группа (половозрастная группа, клан, линидж) — племя. Если же племя использует для поименования кланов части тела природного существа, то при такой мысленной детотализации в означаемом происходит движение от общего к частному, а если имеет место и ретотализация — движение от частного к общему.
В отличие от Л. Леви-Брюля, выдвигавшего концепцию, согласно которым людям традиционных обществ свойственно дологическое мышление, управляемое мистической верой и неспособное к усмотрению противоречий, К. Леви-Стросс вывел модели, позволяющие анализировать специфические логические формы мифологического мышления: это наука конкретного, бриколаж и тотализирующее мышление. Наука конкретного — способ упорядочения в классификациях: внимание к конкретному сочетается с одновременным стремлением к символизации. Символы играют роль специфических единиц мышления, обладают промежуточным логическим статусом между конкретно-чувственными образами и абстрактными понятиями. Бриколаж предполагает, что мыслительная деятельность свободна от подчинения средств цели, в отличие от проектирования. Интенция мысли определяется рекомбинацией образов-символов. Тотализирующее мышление — использование классификаций различного типа, одни формы переходят в другие, дополняя друг друга.
По мнению Ю. Берёзкина, «Леви-Стросс считал нужным усложнить то, что на самом деле не так уж трудно и вполне поддается объяснению человеческим языком».

## Награды
- Золотая медаль Национального центра научных исследований (1967)
- Член Французской академии (с 1973), занимал 29-е кресло;
- Иностранный член Национальной академии наук США;
- Член-корреспондент Британской академии (1966);
- Кавалер Большого креста ордена Почётного легиона;
- Командор Национального ордена Заслуг;
- Командор ордена Академических пальм;
- Командор ордена искусств и литературы;
- Командор ордена Короны (Бельгия);
- Командор ордена Южного Креста (Бразилия);
- Кавалер ордена Восходящего солнца 2-го класса (Япония);
- Кавалер Большого креста ордена Заслуг в науках (Бразилия).

## Избранные работы
- La Vie familiale et sociale des indiens Nambikwara (1948).
- Les Structures élémentaires de la parenté (1949)
- Race et histoire (1952, рус. пер. Раса и история, 2000[22])
- Tristes tropiques (1955, рус. пер. Печальные тропики, 1984)
  - Печальные тропики / К. Леви-Строс; пер. с фр. Г. А. Матвеева; науч. конс., авт. предисл. и коммент. Л. А. Файнберг. — М. : Мысль, 1984.
- Anthropologie structurale (1958, рус. пер. Структурная антропология, 1983)
  - Леви-Стросс К. [yanko.lib.ru/books/cultur/stross_struktur_antrop.htm Структурная антропология] = Anthropologie structurale / Пер. с фр. В.В. Иванова. — М., 2001. — 512 с.
- Le Totemisme aujourdhui (1962, рус. пер. Тотемизм сегодня, 1994[23].)
- La Pensée sauvage (1962, рус. пер. Неприрученная мысль, 1994[23])
- Mythologiques I—IV (Мифологики)
  - Le Cru et le cuit (1964, рус. пер. Сырое и приготовленное, 2000, ранее в русской литературе упоминалась под названием «Сырое и варёное»[24])
  - Du miel aux cendres (1966, рус. пер. От мёда к пеплу, 2000)
  - L’Origine des manières de table (1968, рус. пер. Происхождение застольных обычаев, 2000)
  - L’Homme nu (1971, рус. пер. Человек голый, 2007)
- Anthropologie structurale deux (1973, Структурная антропология-2)
- La Voie des masques (1972, рус. пер. Путь масок, 2000[22])
- Paroles donnés (1984)
- Le Regard éloigné (1983, Взгляд издалека)
- La Potière jalouse (1985, рус. пер. Ревнивая горшечница, 2000[22])
- De Près et de loin (1988)
- Histoire de lynx (1991, История рыси)
- Regarder, écouter, lire (1993)
- Saudades du Brasil, (1994)